# سیگنال‌ها
«سیگنال‌ها» (به انگلیسی: Signals) آلبومی از راش است که در سال ۱۹۸۲ میلادی منتشر شد.